# ÖFB-Cup 2022-2023
La ÖFB-Cup 2022-2023, chiamata UNIQA ÖFB Cup per motivi di sponsorizzazione, è stata l'88ª edizione della coppa nazionale austriaca di calcio, iniziata il 15 luglio 2022 e terminata il 30 aprile 2023 con la vittoria dello Sturm Graz.

## Calendario
Il programma del torneo è il seguente.
| Turno                   | Sorteggio         | Incontri                      |
| ----------------------- | ----------------- | ----------------------------- |
| Trentaduesimi di finale | 26 giugno 2022    | 15-19 luglio 2022             |
| Sedicesimi di finale    | 1º agosto 2022    | 20 agosto - 1º settembre 2022 |
| Ottavi di finale        | 26 settembre 2022 | 18-20 ottobre 2022            |
| Quarti di finale        | 31 ottobre 2022   | 3-5 febbraio 2022             |
| Semifinali              | 6 febbraio 2023   | 4-6 aprile 2023               |
| Finale                  |                   | 30 aprile 2023                |

## Primo turno
| Squadra 1             | Risultato       | Squadra 2               |
| --------------------- | --------------- | ----------------------- |
| 15 luglio 2022        |                 |                         |
| SV Fügen              | 0 – 3           | Salisburgo              |
| Donaufeld             | 0 – 4           | Amstetten               |
| Admira Dornbirn       | 1 – 8           | Austria Klagenfurt      |
| Treibach              | 0 – 1           | Rapid Vienna            |
| Deutschlandsberger SC | 2 – 0           | Scheiblingkirchen-Warth |
| Union Vöcklamarkt     | 0 – 5           | Dornbirn                |
| Austria Klagenfurt    | 0 – 3           | Wiener SC               |
| Draßburg              | 0 – 3           | Horn                    |
| Leonbendorf           | 1 – 2           | Hartberg                |
| Neusiedl/See          | 1 – 3 (dts)     | WSG Swarovski Tirol     |
| Parndorf              | 2 – 3           | Lafnitz                 |
| Union Gurten          | 3 – 2           | SC St. Martin           |
| 16 luglio 2022        |                 |                         |
| Röthis                | 0 – 6           | Sturm Graz              |
| Marchfeld Donauauen   | 2 – 3           | Austria Lustenau        |
| Stadlau               | 0 – 4           | Ried                    |
| Wels                  | 0 – 7           | Austria Vienna          |
| Köttmannsdorf         | 1 – 3           | Grazer AK               |
| SV Frauental          | 0 – 5           | Allerheiligen           |
| Bregenz               | 3 – 0           | Seekirchen              |
| Team Wiener Linien    | 1 – 3           | Altach                  |
| Schwaz                | 1 – 9           | LASK                    |
| Stripfing             | 0 – 1           | Flyeralarm Traiskirchen |
| Leobendorf            | 1 – 2           | St. Pölten              |
| Hohenems              | 1 – 10          | Blau-Weiß Linz          |
| ASV Siegendorf        | 2 – 2 (4-3 dtr) | First Vienna            |
| 17 luglio 2022        |                 |                         |
| Purgstall             | 2 – 4           | Admira Wacker M.        |
| Kuchl                 | 1 – 4           | Wolfsberger             |
| Imst                  | 2 – 0           | St. Johann              |
| Telfs                 | 2 – 4           | Austria Salisburgo      |
| Hertha Wels           | 1 – 0           | Vorwärts Steyr          |
| 19 luglio 2022        |                 |                         |
| Bad Gleichenberg      | 0 – 2           | Floridsdorfer           |
| SV Dellach/Gail       | 1 – 2           | Kapfenberger            |

## Secondo turno
| Squadra 1               | Risultato   | Squadra 2           |
| ----------------------- | ----------- | ------------------- |
| 30 agosto 2022          |             |                     |
| Admira Wacker M.        | 3 – 0       | Altach              |
| Kapfenberger            | 1 – 2 (dts) | Floridsdorfer       |
| Lafnitz                 | 1 – 2       | Grazer AK           |
| Wiener SC               | 2 – 0       | Austria Lustenau    |
| Horn                    | 3 – 1       | St. Pölten          |
| Union Gurten            | 0 – 3       | Salisburgo          |
| 31 agosto 2022          |             |                     |
| Sturm Graz              | 3 – 1       | Austria Salisburgo  |
| Imst                    | 1 – 4 (dts) | LASK                |
| Deutschlandsberger SC   | 1 – 5       | Wolfsberger         |
| Dornbirn                | 3 – 2       | Hartberg            |
| Amstetten               | 0 – 3       | Blau-Weiß Linz      |
| Bregenz                 | 0 – 5       | Austria Klagenfurt  |
| Flyeralarm Traiskirchen | 0 – 5       | WSG Swarovski Tirol |
| Hertha Wels             | 2 – 4       | Ried                |
| ASV Siegendorf          | 0 – 5       | Austria Vienna      |
| 1 settembre 2022        |             |                     |
| Allerheiligen           | 0 – 2       | Rapid Vienna        |

## Ottavi di finale
| Squadra 1           | Risultato | Squadra 2          |
| ------------------- | --------- | ------------------ |
| 18 ottobre 2022     |           |                    |
| WSG Swarovski Tirol | 1 – 4     | Rapid Vienna       |
| Dornbirn            | 1 – 2     | Austria Klagenfurt |
| Horn                | 2 – 3     | Ried               |
| Floridsdorfer       | 1 – 2     | LASK               |
| 19 ottobre 2022     |           |                    |
| Blau-Weiß Linz      | 1 – 3     | Wolfsberger        |
| Grazer AK           | 1 – 3     | Sturm Graz         |
| Admira Wacker M.    | 1 – 6     | Salisburgo         |
| 20 ottobre 2022     |           |                    |
| Wiener SC           | 3 – 1     | Austria Vienna     |

## Quarti di finale
| Squadra 1       | Risultato       | Squadra 2          |
| --------------- | --------------- | ------------------ |
| 3 febbraio 2023 |                 |                    |
| Wolfsberger     | 1 – 3 (dts)     | Rapid Vienna       |
| Salisburgo      | 1 – 1 (4-5 dtr) | Sturm Graz         |
| 4 febbraio 2023 |                 |                    |
| Wiener SC       | 0 – 2           | Ried               |
| 5 febbraio 2023 |                 |                    |
| LASK            | 1 – 0           | Austria Klagenfurt |

## Semifinali
| Squadra 1     | Risultato | Squadra 2 |
| ------------- | --------- | --------- |
| 5 aprile 2023 |           |           |
| Rapid Vienna  | 2 – 1     | Ried      |
| 6 aprile 2023 |           |           |
| Sturm Graz    | 1 – 0     | LASK      |

## Finale
| Arbitro: | Jäger |

|  |           |                   |
|  | Marcatori | 67’, 87’ Sarkaria |